# Bogislav Friedrich Emanuel von Tauentzien
Bogislav Friedrich Emanuel Graf Tauentzien von Wittenberg  (15 september 1760 in Potsdam - 20 februari 1824 in Berlijn) was een Duits aristocraat en militair. Hij bracht het tot generaal der infanterie.
Graaf Tauentzien mocht na de verovering van Wittenberg de naam "von Wittenberg" aan de zijne voegen. De Pruisische koning gunde Tauentzien ook een heraldisch eerbewijs; Hij mocht zijn wapenschild vermeerderen met het grootkruis van het IJzeren Kruis.
Hij droeg de Orde Pour le Mérite, de Hoge Hoge Orde van de Zwarte Adelaar en zwaard en kruis van de Zweedse Orde van het Zwaard. In die orde was hij "Riddare med stora korset av 1. klass". Opvallend was zijn grootkruis van het IJzeren Kruis.

## Militaire loopbaan
- Soldat: 22 juli 1776
- Fähnrich:
- Major: 1790
- Oberstleutnant: 16 februari 1793
- Oberst: 1795
- Generalmajor: 4 juni 1801
- Generalleutant: 4 mei 1807
- General der Infanterie: augustus 1813[2]

## Decoraties
- Grootkruis van het IJzeren Kruis 1813 op 26 januari 1814[3][2]
- Pour le Mérite op 13 december 1792[4][2]
- Ridder in de Orde van de Zwarte Adelaar (Pruisen) op 15 september 1813
- Grootkruis in de Orde van het Zwaard
- Tot graaf verheven op 5 augustus 1971
- Orde van Sint-George (Rusland), 2e Klasse op 21 februari 1814
- Orde van Sint-George (Rusland), 3e Klasse op 25 augustus 1813
- Orde van Sint-Vladimir, 2e Klasse
- Orde van Sint-Anna, 1e Klasse
- IJzeren Kruis 1813, 1e Klasse en 2e Klasse
- Commandeur in de Frans Jozef-orde
- Grootkruis in de Orde van Militaire Verdienste (Frankrijk)
- Soevereine Militaire Hospitaalorde van Sint-Jan van Jeruzalem en Malta in Rusland
  - Ereridder
- Ridder in de Alexander Nevski-orde
- Grootkruis in de Koninklijke Orde van de Welfen
- Grootkruis in de Orde van de Witte Valk
- Orde van de Rode Adelaar in 1806